# Rhaphidophora typha
Rhaphidophora typha là một loài thực vật có hoa trong họ Ráy (Araceae). Loài này được P.C.Boyce mô tả khoa học đầu tiên năm 2005.